# HWK Homel
HWK Homel (ros. ГВК Гомель, GWK Gomel, Гомельский Волейбольный Клуб, Gomielskij Wolejbolnyj Kłub) – białoruski męski klub siatkarski z Homla. Dwukrotny mistrz Białorusi oraz czterokrotny zdobywca Pucharu Białorusi. Swoje mecze rozgrywał w Pałacu Sportu w Homlu.
Klub HWK Homel został założony 2 sierpnia 1999 roku. W tym samym roku został zgłoszony do najwyższej klasy rozgrywkowej na Białorusi, w której występował od sezonu 1999/2000 do końca sezonu 2013/2014.
W sezonie 2012/2013 po rozegraniu 16 spotkań klub został wycofany z rozgrywek. W sezonie 2014/2015 ze względu na złą sytuację finansową klub występował w Diwizionie B (drugiej klasie rozgrywkowej), w którym zajął ostatnie 8. miejsce.
Klub występował ze względów sponsorskich pod nazwami: HWK-RUOR oraz HWK HOSDIUSZOR.
Do klubu HWK Homel należał także zespół Mietałłurg Żłobin.

## Bilans sezonów
| Sezon     | Rozgrywki ligowe | Rozgrywki ligowe |
| Sezon     | Poziom           | Miejsce          |
| --------- | ---------------- | ---------------- |
| 1999/2000 | Wysszaja liga    | 5. miejsce       |
| 2000/2001 | Wysszaja liga    | 1. miejsce       |
| 2001/2002 | Wysszaja liga    | 3. miejsce       |
| 2002/2003 | Wysszaja liga    | 2. miejsce       |
| 2003/2004 | Wysszaja liga    | 1. miejsce       |
| 2004/2005 | Wysszaja liga    | 2. miejsce       |
| 2005/2006 | Wysszaja liga    | 7. miejsce       |
| 2006/2007 | Wysszaja liga    | 2. miejsce       |
| 2007/2008 | Wysszaja liga    | 7. miejsce       |
| 2008/2009 | Wysszaja liga    | 4. miejsce       |
| 2009/2010 | Wysszaja liga    | 4. miejsce       |
| 2010/2011 | Wysszaja liga    | 5. miejsce       |
| 2011/2012 | Wysszaja liga    | 7. miejsce       |
| 2012/2013 | Wysszaja liga    | wycofał się      |
| 2013/2014 | Wysszaja liga    | 5. miejsce       |
| 2014/2015 | Diwizion B       | 8. miejsce       |

Poziom rozgrywek:
     pierwszy poziom
     drugi poziom

## Występy w europejskich pucharach
| Sezon     | Puchar           | Osiągnięcie             |
| --------- | ---------------- | ----------------------- |
| 2000/2001 | Puchar CEV       | II runda kwalifikacyjna |
| 2001/2002 | Puchar Top Teams | faza grupowa            |
| 2002/2003 | Puchar CEV       | 1/8 finału              |
| 2004/2005 | Puchar Top Teams | faza kwalifikacyjna     |
| 2004/2005 | Puchar CEV       | II runda kwalifikacyjna |
| 2005/2006 | Puchar CEV       | II runda kwalifikacyjna |
| 2007/2008 | Puchar Challenge | II runda                |

## Osiągnięcia
- Mistrzostwa Białorusi:
  -  1. miejsce (2x): 2001, 2004
  -  2. miejsce (3x): 2003, 2005, 2007
  -  3. miejsce (1x): 2002
- Puchar Białorusi (4x): 2000, 2001, 2002, 2003